# Baghramyan de Echmiadzin
Baghramyan (en armenio: Բաղրամյան) es una comunidad rural de Armenia ubicada en la provincia de Armavir. En los censos el pueblo es mencionado como Baghramyan de Echmiadzin para distinguirlo de la antigua capital del raión de Baghramyan ubicada en la misma provincia. Recibe su nombre en honor al militar soviético Iván Bagramián.
En 2009 tenía 3078 habitantes.
La localidad fue fundada en 1947. La población se dedica a la agricultura y la ganadería, pero el clima es semidesértico y la producción agrícola depende del regadío.
Se ubica unos 5 km al noreste de Echmiadzin y unos 5 km al oeste del límite con el territorio de la capital nacional Ereván.

## Demografía
Evolución demográfica:
| Año        | 1970 | 1979 | 1989 | 2001 | 2004 |
| Habitantes | 1831 | 2233 | 2629 | 2675 | 3007 |